# Liste des maires de Vervins
La liste des maires de Vervins regroupe les noms des maires de la commune de Vervins ainsi que leur date de prise et de fin de fonction.

## Liste des maires

### Moyen Âge et Ancien régime
| Période | Période | Identité                                  | Étiquette | Qualité                                         |
| ------- | ------- | ----------------------------------------- | --------- | ----------------------------------------------- |
| 1433    |         | Guido                                     |           | Mayor dans une charte de l'abbaye de Thenailles |
| 1433    |         | Jehan Boschart                            |           |                                                 |
| 1570    |         | Jacques de Boyn                           |           |                                                 |
| 1573    |         | Guillaume Cappe                           |           |                                                 |
| 1600    |         | François Gallant, dit capitaine La France |           |                                                 |
| 1603    |         | Jehan Constant l'aîné                     |           |                                                 |
| 1611    |         | Jacques Ronsin                            |           |                                                 |
| 1618    |         | Jehan Lefèvre                             |           |                                                 |
| 1643    |         | Louis Gobinet                             |           |                                                 |
| 1647    |         | Jean Dupeuty                              |           |                                                 |
| 1647    |         | Devouzy                                   |           |                                                 |
| 1618    |         | François Benoist                          |           |                                                 |
| 1651    |         | Devouzy                                   |           |                                                 |
| 1654    |         | Carron                                    |           |                                                 |
| 1661    |         | Jacques Poullain                          |           |                                                 |
| 1668    |         | Charles Dupeuty                           |           |                                                 |
| 1692    |         | Marc Verzeau                              |           |                                                 |
| 1694    |         | Claude Verzeau                            |           |                                                 |
| 1728    |         | François Ilubigneau                       |           |                                                 |
| 1731    |         | Jacques Nicolas                           |           |                                                 |
| 1734    |         | Claude Béguin                             |           |                                                 |
| 17xx    |         | Claude-François Delacampagne              |           |                                                 |
| 1747    |         | François Constant                         |           |                                                 |
| 1750    |         | Claude-François Baranger                  |           |                                                 |
| 1759    | 1764    | François Lehault                          |           |                                                 |
| 1764    | 1769    | Adrien-Antoine Dubuf                      |           |                                                 |
| 1769    | 1772    | Claude-François-Xavier Verzeau            |           |                                                 |
| 1772    | 1784    | Pierre-Estienne Jouette                   |           |                                                 |
| 1784    | 1789    | Nicolas-Charles Jouette                   |           |                                                 |
| 1789    | 1789    | Charles Barthélemy François Louis Périn   |           |                                                 |

### Depuis 1790

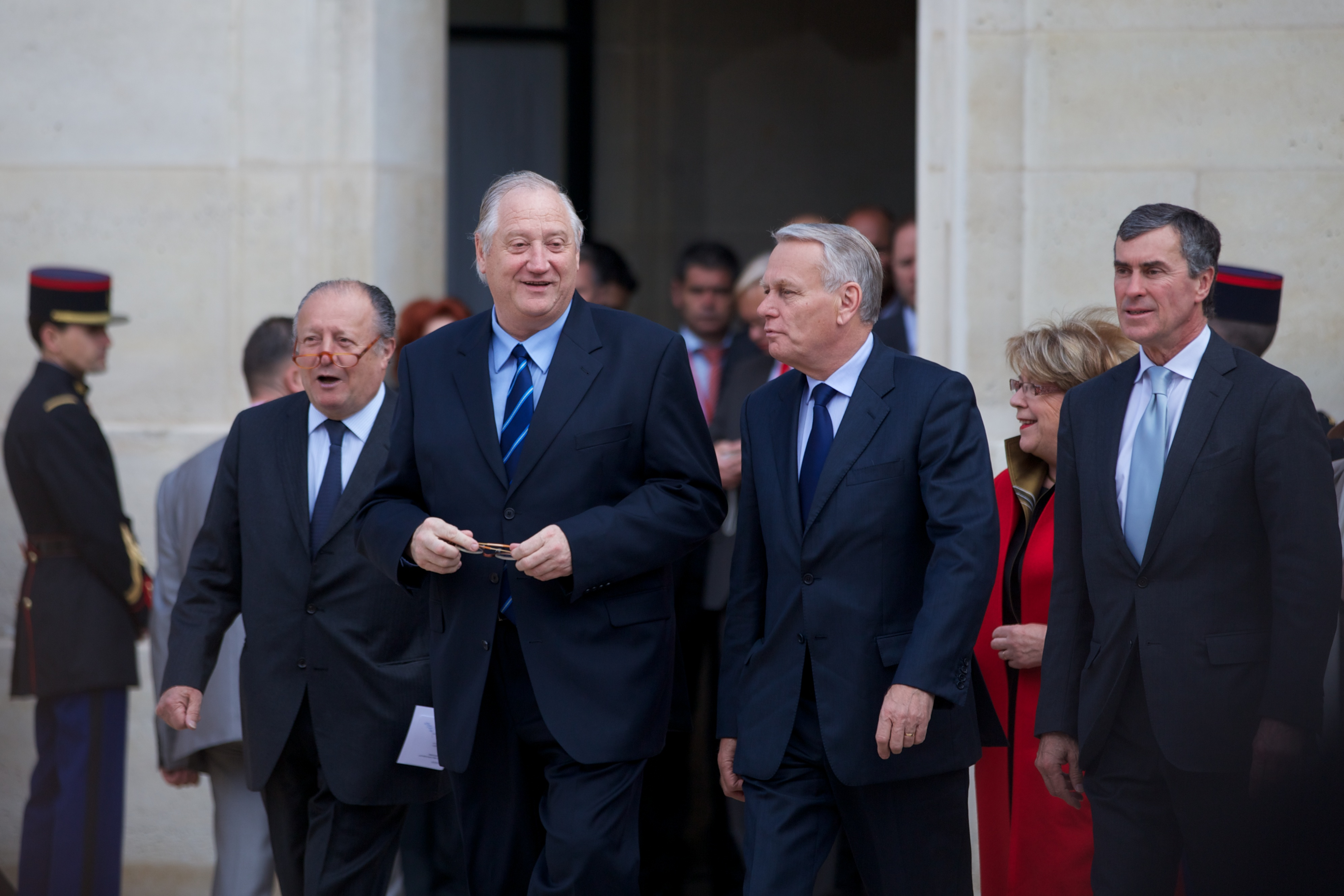
Jean-Pierre Balligand, maire de la commune de 1983 à 2013, à gauche de Jean-Marc Ayrault, lors de l'investiture du Président François Hollande.

| Période                                  | Période                    | Identité                                | Étiquette | Qualité                                  |
| ---------------------------------------- | -------------------------- | --------------------------------------- | --------- | ---------------------------------------- |
| 1789                                     | 1790                       | Charles Barthélemy François Louis Périn |           |                                          |
| 1790                                     | 1790                       | Jean François Sarget                    |           |                                          |
| 1790                                     | 1791                       | Dupeuty                                 |           |                                          |
| 1791                                     | 1791                       | Adrien-Antoine Dubuf                    |           |                                          |
| 1791                                     | 1792                       | Célestin Joachim Jouveneau              |           |                                          |
| 1792                                     | 1794                       | Claude François Baranger                |           |                                          |
| 1794                                     | 1803                       | Isaac Labbez                            |           |                                          |
| 1803                                     | 1811                       | Honoré Dobignie                         |           |                                          |
| 1811                                     | 1817                       | Jean Jacques Alexis Jourdin             |           |                                          |
| 1817                                     | 1822                       | Louis Nicolas Dolle-Alliot              |           |                                          |
| 1822                                     | 1831                       | Cadot de Crémery                        |           |                                          |
| 1831                                     | 1848                       | Sohier-Perin                            |           |                                          |
| Les données manquantes sont à compléter. |                            |                                         |           |                                          |
| vers 1922                                | ?                          | Antoine Ceccaldi.                       |           |                                          |
| mars 1959                                | mars 1983                  | Jean Jaluzot                            |           | pharmacien                               |
| mars 1983                                | 15 février 2013            | Jean-Pierre Balligand                   | PS        | député, conseiller général               |
| 15 mars 2013                             | En cours (au 3 avril 2014) | Jean-Marc Prince                        |           | Proviseur Réélu pour le mandat 2020-2026 |